# Fratura Orbital
Uma fratura orbital também conhecida como fratura blowout é uma deformidade traumática do assoalho orbital ou da parede medial que normalmente resulta do impacto de um objeto contundente maior que a abertura orbital ou a órbita ocular. Mais comumente, isso resulta em uma herniação do conteúdo orbital através das fraturas orbitais.
A proximidade dos seios maxilar e etmoidal aumenta a suscetibilidade do assoalho e da parede medial à fratura orbital nesses locais anatômicos. Mais comumente, a parede orbital inferior, ou o piso, tem probabilidade de desabar, porque os ossos do teto e das paredes laterais são robustos. Embora o osso que forma a parede medial seja o mais fino, ele é sustentado pelo osso que separa as células aéreas etmoidais. O osso comparativamente fino do assoalho da órbita e do teto do seio maxilar não tem suporte e, portanto, a parede inferior colapsa principalmente. Portanto, as fraturas por explosão da parede medial são as segundas mais comuns, e as fraturas por explosão da parede superior, ou do teto e da parede lateral, são incomuns e raras, respectivamente. Eles são caracterizados por visão dupla, globos oculares afundados e perda de sensibilidade da bochecha e gengivas superiores devido a lesão do nervo infraorbital. Este tipo de fratura também pode causar danos motores nos músculos como o aprisionamento do músculo reto inferior dos olhos dentro da localidade onde ocorreu a fratura afetando o movimento dos olhos.
As duas grandes categorias de fraturas por explosão são fraturas de porta aberta e de alçapão. As fraturas de porta aberta são grandes, deslocadas e cominutivas, e as fraturas de alçapão são lineares, articuladas e minimamente deslocadas. A fratura orbital articulada é uma fratura com uma borda do osso fraturado fixada em cada lado.
Existem muitas controvérsias no tratamento das fraturas orbitárias. as controvérsias debatem os temas do momento da cirurgia, das indicações cirúrgicas e da abordagem cirúrgica utilizada. A intervenção cirúrgica pode ser necessária para prevenir diplopia e enoftalmia . Pacientes que não apresentam enoftalmia ou diplopia e que apresentam boa mobilidade extraocular podem ser acompanhados de perto pela oftalmologia sem cirurgia.

## Sintomas
Alguns sinais e sintomas clinicamente observados incluem:
- Dor orbital
- Olhos deslocados posteriormente nas órbitas (enoftalmia)
- Limitação do movimento ocular (estrabismo restritivo)
- Perda de sensibilidade (hipoestesia) ao longo da distribuição do Ramo Maxilar (V2) do Nervo Trigêmeo (V)
- Ver-duplo ao olhar para cima ou para baixo (diplopia vertical)
- Enfisema subcutâneo orbital e palpebral, especialmente ao assoar o nariz ou espirrar
- Náusea e bradicardia devido ao reflexo oculocardíaco
- Incapacidade de elevar o globo ocular e movê-lo para baixo devido ao aprisionamento do reto inferior
- Hematomas/equimoses
- Diminuição do movimento dos olhos
- Paralisias de nervos cranianos: Oculomotor (III), Troclear (IV) e Abducente (VI)
- hemorragia subconjuntival

## Causas
As causas médicas comuns de fratura por explosão podem incluir: 
- Lesão contusa orbital direta
- Lesão esportiva (comumente relacionado a acidentes com bolas)[11]
- Acidentes com veículos motorizados
- Quedas
- Agressão
- Lesão com arma de fogo
- Lesão com arma branca
- Acidentes de trabalho
- Qualquer fonte de força direta

## Mecanismo físico
Existem duas teorias predominantes sobre como ocorrem as fraturas orbitais. A primeira teoria é a teoria hidráulica. A teoria hidráulica afirma que uma força é aplicada ao globo que resulta na expansão equatorial do globo devido ao aumento da pressão hidrostática. A pressão é eventualmente liberada no ponto mais fraco da órbita (as paredes medial e inferior). Teoricamente, esse mecanismo deveria levar a mais fraturas da parede medial do que do assoalho, já que a parede medial é um pouco mais fina (0,25 mm versus 0,50 mm). No entanto, sabe-se que as fraturas puras do tipo blowout envolvem mais frequentemente o assoalho orbital. Isso pode ser atribuído à estrutura em favo de mel dos numerosos septos ósseos dos seios etmoidais, que sustentam a lâmina papirácea, permitindo-lhe resistir melhor ao aumento repentino da pressão hidráulica intraorbital do que o assoalho orbital.
A segunda teoria predominante é conhecida como teoria da flambagem. A teoria da flambagem afirma que uma força é transmitida diretamente ao esqueleto facial e, em seguida, um efeito cascata é transmitido à órbita e causa flambagem nos pontos mais fracos, conforme descrito acima.

## Anatomia

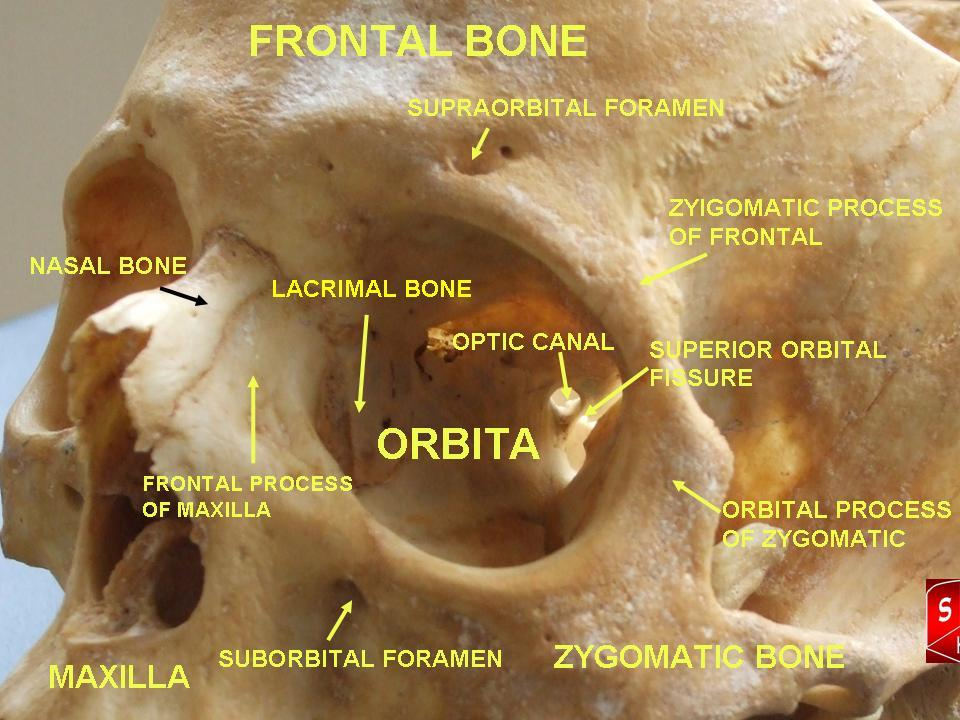
Ossos que compõe a região da lesão

A anatomia orbital óssea é composta por 7 ossos: maxilar, zigomático, frontal, lacrimal, esfenóide, palatino e etmoidal. O assoalho da órbita é o teto do seio maxilar. A parede medial da órbita é a parede lateral do seio etmoidal. A parede medial também é conhecida como lâmina papircea, que significa "camada de papel". Isso demonstra a magreza que está associada ao aumento de fraturas. As estruturas clinicamente importantes ao redor da órbita incluem o nervo óptico no ápice da órbita, bem como a fissura orbital superior que contém os nervos cranianos III, IV e VI, controlando, portanto, os músculos oculares do movimento ocular. Inferior à órbita está o nervo infraorbital, que é puramente sensorial. Cinco nervos cranianos (óptico, oculomotor, troclear, trigêmeo e abducente) e vários feixes vasculares passam pela cavidade orbital.

### Análise de imagens
A tomografia computadorizada de corte fino (2-3 mm) com visão axial e coronal é o estudo ideal de escolha para fraturas orbitais. As radiografias simples, por outro lado, não capturam com sensibilidade as fraturas por explosão. Na radiografia de Water, pode-se observar uma massa polipóide pendurada no chão até o antro maxilar, classicamente conhecida como sinal de lágrima, pois geralmente tem o formato de uma lágrima. Esta massa polipóide consiste em conteúdo orbital herniado, gordura periorbital e músculo reto inferior. O seio afetado está parcialmente opacificado na radiografia. O nível hidroaéreo no seio maxilar às vezes pode ser observado devido à presença de sangue. A lucência nas órbitas (em uma radiografia) geralmente indica enfisema orbital.

## Tratamento

### Atenção inicial
Todos os pacientes devem ser acompanhados por um oftalmologista dentro de 1 semana após a fratura. Para prevenir o enfisema orbital, os pacientes são aconselhados a evitar assoar o nariz. Descongestionantes nasais são comumente usados. Também é prática comum administrar antibióticos profiláticos quando a fratura atinge um seio nasal, embora esta prática seja em grande parte anedótica. Amoxicilina-clavulanato e azitromicina são os mais comumente usados. Corticosteroides orais são usados para diminuir o inchaço.

### Cirurgia
A cirurgia está indicada se houver enoftalmia maior que 2 mm na imagem, visão dupla no olhar primário ou inferior, aprisionamento dos músculos extraoculares ou a fratura envolve mais de 50% do assoalho orbital. Quando não reparadas cirurgicamente, a maioria das fraturas por explosão cicatrizam espontaneamente sem consequências significativas.

O reparo cirúrgico de uma “explosão” raramente é realizado imediatamente; pode ser adiado com segurança por até duas semanas, se necessário, para que o inchaço diminua. A cirurgia para tratar a fratura geralmente deixa pouca ou nenhuma cicatriz e o período de recuperação costuma ser breve. Idealmente, a cirurgia proporcionará uma cura permanente, mas às vezes proporciona apenas alívio parcial da visão dupla ou do olho encovado. A reconstrução geralmente é realizada com tela de titânio ou polietileno poroso através de incisão transconjuntival ou subciliar. Mais recentemente, houve sucesso com abordagens endoscópicas ou minimamente invasivas.